# Петцольд, Альфонс
Альфонс Петцольд (нем. Alfons Petzold; 24 сентября 1882, Вена, Австро-Венгрия — 25 января 1923, Кицбюэль, Тироль, Австрия) — австрийский писатель

 и поэт.

## Биография
Сын рабочего, который из-за своих социал-демократических убеждений покинул родную Саксонию и переселился в Австрию. Почти лишённые средств к существованию, Петцольды брались за любую работу, не исключением был и Альфонс, от рождения болезненный и слабый. После смерти отца он работал башмачником, маляром, пекарем, кельнером, скитался по Вене, ночуя в приютах и прямо на улице.
В начале 1900-х годов поселился в рабочей общине в Вене и пошёл по стопам отца — увлёкся социализмом и анархизмом, запоем читал Л. Толстого, пережил период религиозного энтузиазма. Подключился к христианско-социальному движению, стал сторонником Карла Люгера и национальных идей немецкой социал-демократии.
Примерно в то же время у него обнаружили туберкулёз.

## Творчество
Автор сборников лирических стихов (в том числе «Несмотря ни на что!» (1910), «Странная музыка» (1911)), романов (в том числе автобиографического романа «Суровая жизнь» (1920)), рассказов, зарисовок и драм, которые печатал, в основном, в рабочих газетах и журналах.
К началу 1910-х годов относятся первые его публикации: книга стихов «Всему вопреки» и роман «Земля», написанный под впечатлением пребывания в больнице.
В его творчестве нашли свое яркое выражение как тенденции немецкой социал-демократии начала XX века, так и е` позднейший социал-патриотизм. В своих ранних произведениях, в сборниках стихотворений и рассказов рассказывал об ужасающей нищете, о мечтаниях бедняков о лучшем будущем.
В творчестве писателя сочетаются темы гуманизма, социализма и глубокой религиозности. Тем большим потрясением для его друзей стали стихи, которые Петцольд начал публиковать в начале Первой мировой войны. Во время войны воспевал доблести германской и австрийской армий. Исполненные военного пафоса, кровожадных призывов и крайнего шовинизма, они стали предметом оживлённых споров и многочисленных пародий в прессе, особенно настроенной пацифистски.
Позже Петцольд под впечатлением ужасов войны снизил градус пафоса и вернулся к своим прежним человеколюбивым убеждениям. Впрочем, это не помешало нацистской пропаганде слепить впоследствии из социалиста Петцольда образ пламенного рабочего-патриота. Это сделало его имя невероятно популярным, а с падением нацизма закономерно привело к вытеснению его творчества из общественной жизни и почти полному забвению.

## Память
- Именем А. Петцольда названы несколько улиц и площадей в Вене, отель в Зиммеринге (Вена), установлены мемориальные доски.
- Почта Австрии в 1973 г. выпустила  Архивная копия от 23 июня 2013 на Wayback Machine марку, посвящённую А. Петцольду.

## Избранная библиография
- Trotz alledem!, Wien 1910
- Seltsame Musik, Wien 1911
- Der Ewige und die Stunde, Leipzig 1912
- Memoiren eines Auges, Wien u. a. 1912
- Aus dem Leben und der Werkstätte eines Werdenden, Wien u. a. 1913
- Erde, Wien u. a. 1913
- Heimat Welt, Wien 1913
- Der heilige Ring, Wien u. a. 1914
- Krieg, Wien u. a. 1914
- Johanna, Wien u. a. 1915
- Volk, mein Volk …, Jena 1915
- Drei Tage, Warnsdorf 1916
- Österreichische Legende, Warnsdorf 1916
- Sil, der Wanderer, Konstanz 1916
- Der stählerne Schrei, Warnsdorf 1916
- Dämmerung der Herzen, Innsbruck 1917
- Das neue Fest, Wien u. a. 1917
- Verklärung, Warnsdorf-Wien 1917
- Von meiner Straße, Warnsdorf u. a. 1917
- Auferstehung, Villach 1918
- Der feurige Weg, Wien u. a. 1918
- Franciscus von Assisi, Warnsdorf u. a. 1918
- In geruhigter Stunde, Konstanz 1918
- Der Dornbusch, Wien u. a. 1919
- Das Buch von Gott, Wien u. a. 1920
- Einkehr, Wien u. a. 1920
- Der Franzl, Wien u. a. 1920
- Menschen im Schatten, Hamburg-Großborstel 1920
- Das rauhe Leben, Berlin 1920
- Der Totschläger und andere Geschichten, Wien 1921
- Frühlingssage, Wien 1922
- Gesang von Morgen bis Mittag, Wien u. a. 1922
- Der Pilgrim, Wien 1922
- Gesicht in den Wolken, Wien u. a. 1923
- Der Irdische, Leipzig 1923
- Das Lächeln Gottes, Leipzig 1923
- Sevarinde, Wien u. a. 1923
- Totentanz, Leipzig 1923
- Gedichte und Erzählungen, Wien 1924
- Das Leben des Arbeiters, Wien 1925
- Das hohe Leuchten, Jena 1939
- Gedichte und Erzählungen, Wien 1947
- Pfad aus der Dämmerung, Wien 1947
- Ich bin voll Sehnsucht, Wien 1948
- Die hundert schönsten Gedichte, Wien 1952
- Ein bißchen Sonne jeden Tag, Wien 1956
- Ein Bruder so wie du, Wien u. a. 1957
- Einmal werden sich die Tage ändern, Graz u. a. 1959
- Briefwechsel, New York u. a. 1998
- Ich mit den müden Füßen, Klagenfurt 2002